# Nación Cree Beaver Lake
La Nación Cree Beaver Lake es una banda de gobierno de las Primeras Naciones ubicada a 105 kilómetros (65,2 mi) al noreste de Edmonton, Alberta. Representa a personas del grupo etnolingüístico Cree en el área alrededor de Lac La Biche, Alberta, donde se encuentra actualmente la oficina de la banda. Son parte del Tratado 6. 
Hay dos parcelas de tierra reservadas para la banda por la Corona Canadiense, la Reserva India No. 131 de Beaver Lake y la Reserva India de la Primera Nación Blue Quills. Esta última reserva la comparten seis bandas; Naciones Cree Beaver Lake, Primeras Naciones Cold Lake, Primera Nación Frog Lake, Primera Nación Heart Lake, Nación Cree Kehewin, Nación Cree Saddle Lake.
Un perfil del acentamiento Métis preparado por el Gobierno de Alberta señala que su afiliación tribal autodefinida es Nîhithaw, o Cree Woodland o Cree Wood y su grupo lingüístico es algonquino (Cree). Su población, que incluye 390 en la reserva y 664 fuera de la reserva, es de 1.054 según el gobierno de Alberta, en 2012. Su base terrestre junto a la Reserva Beaver Lake es 6.145,3 (hectáreas) en total 6.145,3. No hay jefe ni consejo en este momento, aunque otros representantes electos incluyen un miembro de la Asamblea Legislativa (Lac La Biche-St. Paul-Two Hills) un asiento de diputado ahora vacante.
Los gobiernos coloniales de Alberta y Canadá autorizaron cientos de proyectos o desarrollos que representan miles de autorizaciones individuales relacionadas con petróleo y gas, silvicultura, minería y otras actividades en las tierras centrales de la nación Cree Beaver Lake, que cubren una gran parte del noreste de Alberta y quedan fuera de los límites de cualquier reserva indígena, incluido dentro de su territorio, la Cordillera de Armas de Cold Lake. La nación Cri de Beaver Lake está cuestionando el efecto acumulativo de estos proyectos y desarrollos en el territorio tradicional central.  El 14 de mayo de 2008, la Nación Cree de Beaver Lake (BLCN) emitió una Declaración de Demanda contra los gobiernos de Alberta y Canadá, afirmando que al no gestionar los efectos ambientales acumulativos generales del desarrollo en el territorio tradicional central, Alberta y Canadá habrían incumplido el compromiso solemne del Tratado del 9 de septiembre de 1876, de que el BLCN podría cazar, pescar y capturar con trampas en la perpetuidad. El 30 de abril de 2013, en Lameman contra Alberta, el Tribunal de Apelaciones de Alberta desestimó la apelación de Alberta y Canadá contra la sentencia.

## Historia
Los Cri se expandieron constantemente hacia el oeste desde la zona de la Bahía de Hudson y la Bahía James. Aunque se desconoce la fecha de llegada de los Cri a la región de Lac la Biche, la evidencia arqueológica en forma de cerámica anterior al contacto indica que los Cri estaban en esta región en el siglo XVI. Un tipo de cerámica Cri temprana conocida como Clearwater Lake Punctate se encuentra regularmente en los bosques de la vecina Saskatchewan.  El Clearwater Lake Punctate, que se cree que es ancestral del pueblo Cri, es un recipiente de cerámica elaborado durante el período prehistórico tardío, que data de entre 250 y 1100 años antes del presente. 
El lago Amisk (que significa "castor" en cri) estaba en la histórica carretera voyageur que conducía a la región de Athabaska.  También se encontraron ejemplos en la isla Black Fox en el Lago Lac la Biche, y en las orillas del lago Wappau . 

### Ruta del comercio de pieles.
Las tierras tradicionales de la nación Cri de Beaver Lake estaban en la ruta histórica del viajero que unía la región de Athabaskan con la Bahía de Hudson. David Thompson y George Simpson utilizaron la ruta del comercio de pieles a través del río Beaver desde la ruta principal de Methye Portage que llegaba al río Athabasca. David Thompson fundó un puesto comercial en el lago Red Deers, ahora conocido como lago Lac la Biche en 1798-99. Pasó el invierno allí, anotando abundantes notas en su diario sobre los Nahathaway (pueblos Cri), sus costumbres, tradiciones y el bosque boreal occidental.
Hubo una competencia entre los comerciantes canadienses de la North West Company y la Hudson's Bay Company en esta región. 
Los primeros exploradores y comerciantes de pieles se referían a los Cri, una de las tribus más grandes de Canadá, como Kristineaux, Kinisteneaux, Kiliston, Kree, Cris y varios otros nombres como Nahathaway. El territorio cri se extendía hacia el oeste desde la región de la Bahía Hudson-James hasta el pie de las Montañas Rocosas, y en Alberta, entre la orilla norte del río North Saskatchewan hasta Fort Chipewyan. Esto incluye las cuencas de los ríos Beaver, Athabaska y Peace. 
Alexander Mackenzie, que viajó desde Montreal al Océano Ártico a través del Methy Portage (ver mapa), proporcionó un relato detallado de los Kinisteneaux (pueblos Cri) en 1789.
Se estableció una misión oblata en Lac la Biche en 1853  y los misioneros visitaron a los cri en la costa sur del lago Beaver para 1856. La escuela residencial india de Blue Quill (AB-2a) en Lac La Biche, inaugurada en 1862, fue una de las primeras escuelas residenciales en Alberta. 

## Tratado 6 y uso tradicional de la tierra
El jefe Pee-Yas-See-Wah-We-Cha-Koot, también conocido como Pee-ay-sis o Pee-ay-see y el Concejal Pay-Pay-See-See-moo firmaron la adhesión al Tratado 6 en Fort Pitt el 9 de septiembre de 1876, en nombre de la Banda Beaver Lake Band número 131. Por declaraciones del Tratado 6, los Beaver Lake recibieron tierras de reserva y el derecho a cazar y pescar a perpetuidad en un territorio mucho más grande, que coincidía con su lugar de caza tradicionales. Un demanda qlega que aproximadamente 17.000 proyectos de arenas petrolíferas aprobados harán que la caza y la pesca sean imposibles para la banda de 920 miembros y sus generaciones futuras. 
Un informe encargado por Cenovus  reconoció que la Nación Cree Beaver Lake indicó que practican actividades de Uso Tradicional de la Tierra (TLU) y que poseen conocimiento ecológico tradicional. Este informe contiene mapas detallados que describen sitios donde los grupos aborígenes practican actividades tradicionales de captura, caza, pesca, recolección de bayas y recolección de plantas en toda la región. Las tierras tradicionales de las que se extraen estos recursos también pueden contener sitios de importancia histórica, cultural y espiritual.

## Desarrollo en arenas petrolíferas
El Nación Cree Beaver Lake (por sus siglas en inglés, BLCN) está situado en una zona geológicamente rica en arenas petrolíferas que atrajeron la atención temprana de la industria. Sin embargo, la nación ha emprendido una campaña desafiante contra la industria. Los gobiernos de Alberta y Canadá autorizaron 300 proyectos o desarrollos que representan 19.000 autorizaciones individuales relacionadas con petróleo y gas natural, silvicultura, minería y otras actividades en las tierras centrales de la nación Cree Beaver Lake. Estas cubren una gran parte del noreste de Alberta y quedan fuera de los límites de cualquier reserva indígena, incluyendo la Cordillera de Armas de Cold Lake, ubicada dentro de su territorio.
Muchos ambientalistas y activistas incluyendo David Suzuki han celebrado los esfuerzos del BLCN para presionar por los derechos vigentes en los tratados y preservar sus tierras del desarrollo de arenas petrolíferas. 
La oposición de la nación Beaver Lake Cree a la explotación de petróleo y gas natural de sus tierras se destacó de manera notoria en una publicación de Naomi Klein. El libro más vendido de Klein, Esto lo cambia todo, y la película de Avi Lewis del mismo título se centran en las afirmaciones del BLCN con respecto a los tratados, los derechos, la contaminación y la sostenibilidad . 

### Arenas petrolíferas de Cold Lake
En 1980, una planta en las arenas petrolíferas de Cold Lake fue una de las dos únicas plantas de arenas petrolíferas en construcción en Alberta. El depósito de arenas petrolíferas de Cold Lake, ubicado cerca de Cold Lake, Alberta, al sur de las arenas petrolíferas de Athabasca y directamente al este de la capital, Edmonton, era, en 2010, uno de los depósitos de arenas petrolíferas más grandes de Alberta.    
La provincia de Alberta posee el 81 por ciento de los derechos minerales, incluidas las arenas petrolíferas. Los derechos minerales propiedad de la Corona son gestionados por el Departamento de Energía de Alberta en nombre de los ciudadanos de la provincia. El 19 por ciento restante de los derechos mineros en la provincia está en manos del Gobierno Federal dentro de las reservas aborígenes, de los herederos de la Compañía de la Bahía de Hudson, de las compañías ferroviarias y de los descendientes de los colonos originales a través de derechos otorgados por el Gobierno Federal antes de 1887.
El gobierno federal y provincial concedió aproximadamente 300 proyectos con alrededor de 19.000 permisos en un área que cubre gran parte del noreste de Alberta, tanto dentro como fuera de la reserva de la Primera Nación Beaver Lake.  
Los cri de Beaver Lake son parte de una disputa legal sobre este desarrollo en sus tierras. En 2008 emitieron una declaración, afirmando que son los legítimos guardianes de estas tierras (que se extiende hasta Saskatchewan). A esto le siguió una demanda en 2012 contra los gobiernos de Alberta y Canadá, alegando que al permitir el desarrollo sin restricciones sin el permiso de la tribu, los gobiernos habían violado los derechos de sus tratados. 
El 14 de mayo de 2008, los Cree de Beaver Lake publicaron la "Declaración de Kétuskéno", afirmando su papel como custodios de sus territorios tradicionales e iniciaron una acción legal para: a) hacer cumplir el reconocimiento de sus derechos constitucionalmente protegidos a cazar, capturar y pescar, y b) proteger la integridad ecológica de sus territorios. Alegan que el desarrollo de las arenas petrolíferas, la silvicultura y el gobierno municipal local infringe los derechos del tratado de 1876 de la Primera Nación para cazar, capturar y pescar.